# Charles Guillaume Alexandre Bourgeois
Charles Guillaume Alexandre Bourgeois (1759-1832) pintor i físic francès.
Com pintor, se li coneix per les seves miniatures de clarobscurs grisos, alguns dels seus retrats són al Museu del Louvre.
Com físic, destaca la seva obra com òptic, les seves dos principals obres són: 
- Leçons expérimentales d'optique sur la lumière et les couleurs destinées à rétablir dans leur intégrité les faits dénaturés par Newton (1816-1817)
- Manuel d'optique expérimentale à l'usage des artistes et des physiciens (1821).